# 基泰之星不動產投資信託基金
基泰之星不動產投資信託基金（簡稱基泰之星或基泰SR，櫃買中心：01006T）是臺灣基泰建設擔任發起人的不動產投資信託（REITs），成立於2006年8月7日，基金規模為新台幣24.7億元，掛牌價為新台幣10元，以一千個受益權為交易單位。
基泰之星所擁有的二棟大樓包括基泰建設世紀羅浮大樓部分樓層（臺北市中正區衡陽路51號，商業辦公大樓）及大湖商旅大樓（臺北市內湖區成功路5段462、464、466號，旅館、商業辦公大樓、百貨商場）。
2012年2月3日起因清算案終止上櫃。

## 清算案
2010年7月基泰之星由於市價與淨值落差過大，套利空間達40%，由野村證券出面，結合大量持有的壽險公司及市場大戶，向受託機構提出清算申請 。10月28日召開受益人會議，通過清算案，送交金管會在兩個月內決定准駁。2011年1月7日野村證券台北分公司可能不具不動產仲介經紀業務資格，受託機構土地銀行需要補正說明，才能完成向金管會申報的變更信託計畫內容。2月21日金管會為保障受益人權益，決議函請受託機構重新修正清算案。5月6日召開受益人大會，通過變更信託計畫，增訂清算計畫相關規定。10月12日標售全部資產，得標人為新光人壽，得標金額為33.3億元。

## 收益分配
| 2007年第一次 | 2007年第二次 | 2008年第一次 | 2008年第二次 | 2009年第一次 | 2009年第二次 |
| ------------ | ------------ | ------------ | ------------ | ------------ | ------------ |
| 147          | 199          | 205          | 203          | 174          | 164          |

| 2010年第一次 | 2010年第二次 | 2011年第一次 | 2011年第二次 | 2012年 |
| ------------ | ------------ | ------------ | ------------ | ------ |
| 142          | 129          | 118          | 124          | 13622  |

- 收益分配為每壹仟個受益權單位所分配之現金收益，單位為新台幣。
- 收益分配日為每年度3月25日及9月25日。

## 外部連結
- 公開資訊觀測站－不動產投資信託受益證券（页面存档备份，存于）
- 公開資訊觀測站－REITs公告彙總查詢（收益分配）
- 宜陸開發（基泰REITs）